# Hosszúcsőrű cankógoda
A hosszúcsőrű cankógoda (Limnodromus scolopaceus) a madarak osztályának lilealakúak (Charadriiformes) rendjébe, ezen belül a szalonkafélék (Scolopacidae) családjába tartozó faj.

## Rendszerezése
A fajt Thomas Say amerikai természettudós írta le 1823-ban, a Limosa nembe Limosa scolopacea néven.

## Előfordulása
Alaszkában és Szibéria északkeleti részén költ, telelni délre vonul, eljut Közép-Amerikába is. Kóborlásai során Európában is megjelenik. Természetes élőhelyei az északi tundrák, mérsékelt övi gyepek, mocsarak és tavak környékén, valamint tengerpartok.

## Kárpát-medencei előfordulása
Magyarországon rendkívül ritka kóborló, mindössze pár alkalommal észlelték.

## Megjelenése
Testhossza 24–26 centiméter, szárnyfesztávolsága pedig 46–52 centiméteres.  Barnás, foltos rejtőszíne és hosszú csőre van.
|  |  |

## Életmódja
Rovarokkal, lárváikkal, férgekkel és más gerinctelenekkel táplálkozik, szezonálisan jelentős mennyiségű növényi eredetű anyagokat is fogyaszt.

## Szaporodása
Mocsarak, tavak közelében, sásos, füves területeken fészkel. Fészekalja 4 tojásból áll, melyeken 20-21 napig kotlik, kezdetben a tojó is részt vesz a kotlásban, végére a hím magára marad, a fiókák nevelését már csak egyedül végzi.

## Természetvédelmi helyzete
Az elterjedési területe nagyon nagy, egyedszáma ismeretlen. A Természetvédelmi Világszövetség Vörös listáján nem fenyegetett fajként szerepel. Magyarországon védett, természetvédelmi értéke 25 000 Ft.